# Oreochromis chungruruensis
Oreochromis chungruruensis es una especie de peces de la familia Cichlidae en el orden de los Perciformes.

## Morfología
Los machos pueden llegar alcanzar los 19 cm de longitud total.

## Distribución geográfica
Se encuentran en África: lago Chungruru (al norte del lago Malawi, Tanzania ).